# Jason Segel
Jason Jordan Segel (Los Angeles, 18 gennaio 1980) è un attore, comico, produttore cinematografico e sceneggiatore statunitense, che lavora sia in campo cinematografico sia televisivo.
È noto per il ruolo di Marshall Eriksen nella sitcom How I Met Your Mother e per i film Non mi scaricare e I Muppet.

## Biografia
Segel è nato e cresciuto a Los Angeles in California in una famiglia ebraica. Ha studiato presso la Harvard-Westlake School, dove si è distinto in attività sportive e ricreative ed è entrato nella squadra di basket della scuola, anche grazie alla sua altezza di 193cm. Era il centro di riserva della squadra dietro a Jason Collins. Durante la sua permanenza al college, la squadra è riuscita a vincere il campionato della California.
Debutta al cinema con un piccolo ruolo nella commedia del 1998 Giovani, pazzi e svitati e nello stesso anno partecipa a Fuori di cresta, dove ha una parte importante. Tra il 1999 e il 2000 si fa notare nella serie televisiva di breve vita Freaks and Geeks, dove impersonava Nick Andopolis, uno studente alternativo nella periferia di Detroit aspirante batterista rock. Anche se la serie non è stata un successo, ha permesso a Segel di comporre una canzone e di incontrare Seth Rogen e Martin Starr, nonché il produttore della serie, Judd Apatow, con il quale lavorerà ancora. Successivamente lavora in un'altra serie televisiva, Undeclared, abbastanza modellata su Freaks and Geeks, creata e prodotta da Judd Apatow. Dopo aver interpretato un paramedico nel thriller Ore 11:14 - Destino fatale, partecipa a tre episodi di CSI - Scena del crimine. Egli si occupa anche di cinema indipendente, LolliLove primo lungometraggio diretto dall'attrice Jenna Fischer.
Dal 2005 è noto soprattutto per il ruolo di Marshall Eriksen nella sitcom How I Met Your Mother, grazie alla popolarità acquisita ottiene ruoli di spicco nelle commedie Molto incinta e Non mi scaricare, in quest'ultima, dove interpreta il fidanzato "scaricato" di Kristen Bell, oltre a essere protagonista è anche sceneggiatore. Nel 2008 è co-protagonista, al fianco di Paul Rudd, di un'altra commedia I Love You, Man, mentre nel 2010 presta la voce a Vector, nemesi di Gru nel film d'animazione Universal Pictures, Cattivissimo me. Nel 2011 prende parte alla commedia I fantastici viaggi di Gulliver. Segel ha anche scritto la commedia del 2010 In viaggio con una rock star, con Jonah Hill e Russell Brand, spin-off di Non mi scaricare, commedia del 2008 in cui interpretava il ruolo di protagonista (Segel è anche autore della colonna sonora del film e ha scritto tutte le canzoni presenti nel film).
Sempre nel 2011 prende parte al film Bad Teacher - Una cattiva maestra, insieme a Cameron Diaz e a Justin Timberlake, dove interpreta un insegnante di educazione fisica che cerca di fare colpo sulla nuova supplente. Nella primavera del 2011 è stato scritturato per il film The Five-Year Engagement, uscito negli Stati Uniti il 27 aprile 2012. Nel 2014 ottiene l’ennesimo successo grazie al film Sex Tape - Finiti in rete, accanto a Cameron Diaz.
Insieme a Nicholas Stoller, Segel ha contattato la Disney nel 2007 per scrivere l'ultimo film sui Muppet. Segel ha dichiarato che voleva fare il film perché l'ultimo film della serie in uscita nelle sale cinematografiche fu I Muppets venuti dallo spazio nel 1999, e sentiva che la generazione più giovane non conosceva questi personaggi. Inizialmente la Disney era scettica al riguardo ma, vedendo che l'attore era molto motivato sul progetto da fare, acconsentì. Il film uscì negli Stati Uniti il 23 novembre 2011 registrando un ottimo guadagno al box-office. In Italia la distribuzione era prevista a partire dal 4 gennaio 2012, ma venne posticipata di quasi un mese, slittando al 3 febbraio 2012.

## Filmografia

### Attore

#### Cinema
- Giovani, pazzi e svitati (Can't Hardly Wait), regia di Harry Elfont e Deborah Kaplan (1998)
- Dead Man on Campus, regia di Alan Cohn (1998)
- Fuori di cresta (SLC Punk!), regia di James Merendino (1998)
- New Jersey Turnpikes, regia di Bryan Buckley (1999)
- Slackers, regia di Dewey Nicks (2002)
- Ore 11:14 - Destino fatale (11:14), regia di Greg Marcks (2003)
- Certainly Not a Fairytale, regia di Vivi Friedman (2003) – cortometraggio
- LolliLove, regia di Jenna Fischer (2004)
- The Good Humor Man, regia di Tenney Fairchild (2005)
- Bye Bye Benjamin, regia di Charlie McDowell (2006) – cortometraggio
- Molto incinta (Knocked Up), regia di Judd Apatow (2007)
- Non mi scaricare (Forgetting Sarah Marshall), regia di Nicholas Stoller (2008)
- I Love You, Man, regia di John Hamburg (2009)
- I fantastici viaggi di Gulliver (Gulliver's Travels), regia di Rob Letterman (2010)
- Bad Teacher - Una cattiva maestra (Bad Teacher), regia di Jake Kasdan (2011)
- Amici di letto (Friends with Benefits), regia di Will Gluck (2011) – cameo
- I Muppet (The Muppets), regia di James Bobin (2011)
- A casa con Jeff (Jeff, Who Lives at Home), regia di Jay Duplass e Mark Duplass (2011)
- The Five-Year Engagement, regia di Nicholas Stoller (2012)
- Questi sono i 40 (This Is 40), regia di Judd Apatow (2012)
- Facciamola finita (This Is the End), regia di Evan Goldberg e Seth Rogen (2013)
- Sex Tape - Finiti in rete (Sex Tape), regia di Jake Kasdan (2014)
- The End of the Tour - Un viaggio con David Foster Wallace (The End of the Tour), regia di James Ponsoldt (2015)
- La scoperta (The Discovery), regia di Charlie McDowell (2017)
- Domenica (Come Sunday), regia di Joshua Marston (2018)
- L'amico del cuore (Our Friends), regia di Gabriela Cowperthwaite (2019)
- Il cielo è ovunque (The Sky Is Everywhere), regia di Josephine Decker (2022)
- Windfall, regia di Charlie McDowell (2022)

#### Televisione
- Freaks and Geeks – serie TV, 18 episodi (1999-2000)
- Undeclared – serie TV, 7 episodi (2001-2002)
- CSI - Scena del crimine (CSI: Crime Scene Investigation) – serie TV, 3 episodi (2004-2005)
- Alias – serie TV, episodio 4x11 (2005)
- How I Met Your Mother – serie TV, 208 episodi (2005-2014)
- Messaggi da Elsewhere (Dispatches from Elsewhere) – serie TV, 10 episodi (2020)
- Winning Time - L'ascesa della dinastia dei Lakers (Winning Time: The Rise of the Lakers Dynasty) – serie TV, 12 episodi (2022-2023)
- Shrinking - serie TV, (2023- in programmazione)

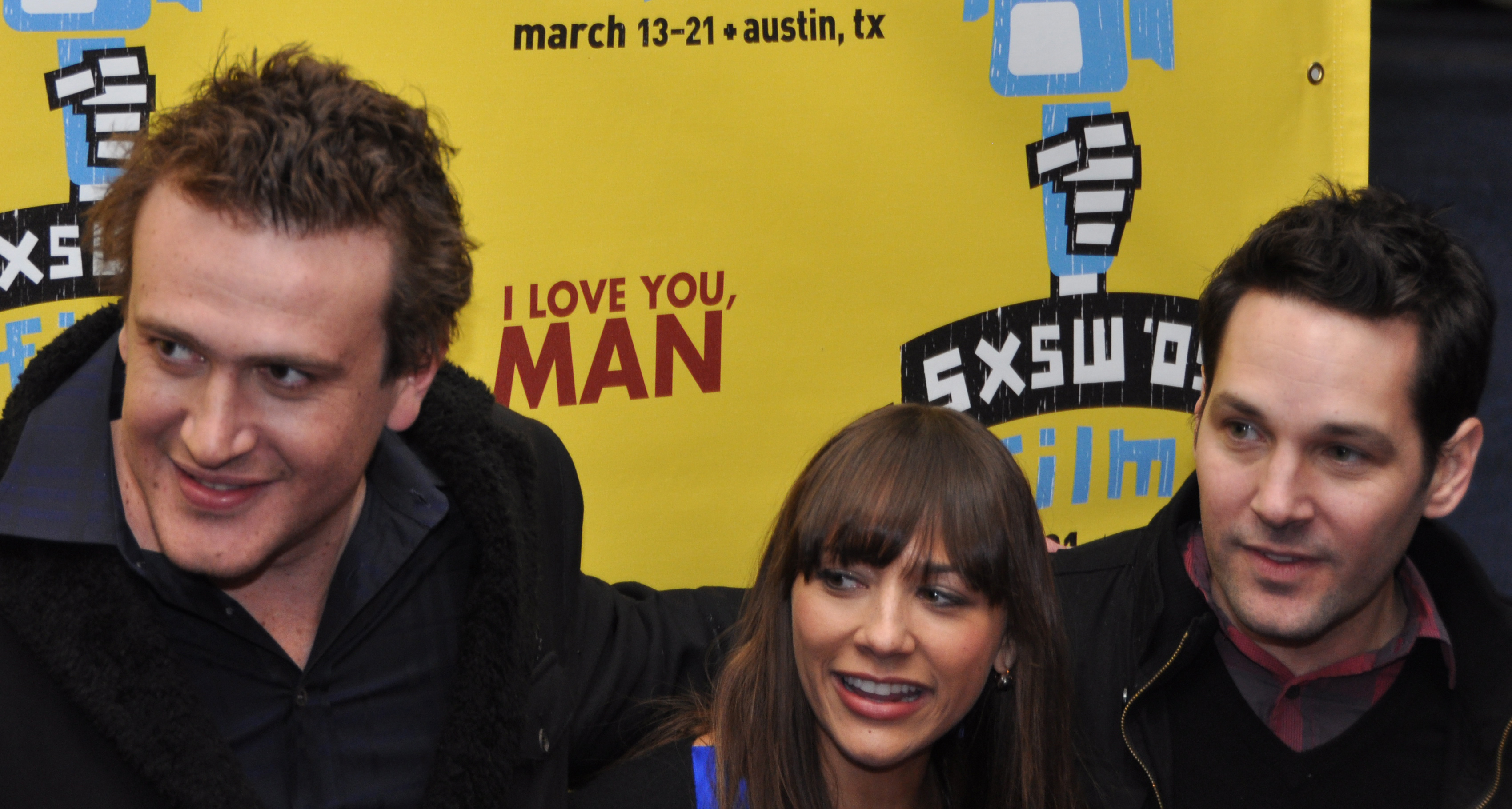
Jason Segel con Rashida Jones e Paul Rudd alla prima di I Love You, Man (2009)

### Regista

#### Televisione
- Messaggi da Elsewhere (Dispatches from Elsewhere) – serie TV, episodio 1x01 (2020)

### Sceneggiatore
- Non mi scaricare (Forgetting Sarah Marshall), regia di Nicholas Stoller (2008)
- In viaggio con una rock star (Get Him to the Greek), regia di Nicholas Stoller (2010)
- I Muppet (The Muppets), regia di James Bobin (2011)
- Sex Tape - Finiti in rete (Sex Tape), regia di Jake Kasdan (2014)
- Messaggi da Elsewhere (Dispatches from Elsewhere) – serie TV (2020)
- Shrinking – serie TV (2023)

### Doppiatore
- I Griffin – serie TV, 1 episodio (2009)
- Cattivissimo me (Despicable Me), regia di Pierre Coffin e Chris Renaud (2010)

## Riconoscimenti
- Premio Emmy
  - 2023 - Candidatura al miglior attore protagonista in una serie commedia per Shrinking
  - 2025 - Candidatura al miglior attore protagonista in una serie commedia per Shrinking

- MTV Movie & TV Awards
  - 2009 - Candidatura al miglior momento "Ma che ca...!" per Non mi scaricare

- Satellite Award
  - 2011 - Candidatura alla miglior canzone originale (Man or Muppet) per I Muppet
  - 2011 - Candidatura alla miglior canzone originale (Life's a Happy Song) per I Muppet

- Independent Spirit Awards
  - 2016 - Candidatura al miglior attore protagonista per The End of the Tour - Un viaggio con David Foster Wallace

- E! People's Choice Awards
  - 2014 - Candidatura alla "Bromance" preferita in una serie TV per How I Met Your Mother

## Doppiatori italiani
Nelle versioni in italiano delle opere in cui ha recitato, Jason Segel è stato doppiato da:
- Massimo De Ambrosis in Non mi scaricare, I Love You, Man, I Muppet[2], Messaggi da Elsewhere, Il cielo è ovunque, Windfall, Shrinking
- Vittorio De Angelis in Bad Teacher - Una cattiva maestra, Sex Tape - Finiti in rete
- Alessandro Budroni in Facciamola finita, Domenica
- Francesco Bulckaen in Fuori di cresta
- Alberto Angrisano in Ore 11:14 - Destino fatale
- Luigi Ferraro in Molto incinta
- Edoardo Stoppacciaro ne I fantastici viaggi di Gulliver
- Massimiliano Virgilii in Amici di letto
- Riccardo Scarafoni in A casa con Jeff
- Roberto Pedicini in The Five-Year Engagement
- Roberto Gammino in Questi sono i 40
- Christian Iansante in The End of the Tour - Un viaggio con David Foster Wallace
- Massimo Bitossi in La scoperta
- Riccardo Rossi in L’amico del cuore
- Emiliano Coltorti in CSI - Scena del crimine (ep.5x09, 5x17)
- Gabriele Lopez in CSI - Scena del crimine (ep.5x23)
- Alessandro Tiberi in Alias
- Gianluca Iacono in How I Met Your Mother
- Gianfranco Miranda in Winning Time - L'ascesa della dinastia dei Lakers

Da doppiatore è sostituito da:
- Edoardo Stoppacciaro in Cattivissimo me